# إنموسية
إنموسية (سُمي على إحدى شخصيات ملحمة إلياذة) (الاسم العلمي: Ennomos)، جنس حشرات عثية من فصيلة الأرفية، وصف الجنس بواسطة جورج فريدريش تريتشكي في عام 1825.

## الأنواع
- Ennomos alniaria (Linnaeus, 1758) – شوكاوية الكناري الكتفاء
- Ennomos autumnaria (Werneburg, 1859) – شوكاوية ضخمة
- Ennomos effractaria (Freyer, 1842)
- Ennomos erosaria (Denis & Schiffermüller, 1775) – شوكاوية سبتمبر
- Ennomos fraxineti Wiltshire, 1947
- Ennomos fuscantaria (Haworth, 1809) – شوكاوية دجناء
- Ennomos infidelis Prout, 1929
- Ennomos magnaria Guenée, 1857 – دودة القيقب اللولبية، أو الجناح المسنن، أوأُرْفِيّ ذي الأجنحة المسننة، أو عثة مسننة الجناح
- Ennomos quercaria (Hübner, 1813) – شوكاوية أغسطس القتماء
- Ennomos quercinaria (Hufnagel, 1767) – شوكاوية أغسطس
- فراشة الدردار العريضة  [لغات أخرى]‏ (Hübner, 1823) – دودة الدرداء اللولبية